# Бугалу Бойз
«Бугалу Бойз» (англ. Boogaloo bois) — децентрализованная сеть американских ультраправых антиправительственных радикальных групп. Движение также описывается как часть движения ополчения.
Участники часто идентифицируют себя как либертарианцев и утверждают, что готовятся ко второй гражданской войне или стремятся её начать, называя эту войну «бугалу» (англ. boogaloo). Термин «бугалу» использовался на имиджборде 4chan c 2012 года, но привлёк внимание к себе в конце 2019 года. «Бугалу Бойз» называют термином «бугалу» и его вариантами насильственные восстания против федерального правительства или насильственные действия по отношению к левым, их политическим оппонентам; использование этого термина позволяет избегать негативной реакции СМИ.
Движение состоит из групп, поддерживающих ношение оружия и настроенных против правительства. Детали идеологии этих групп, такие как взгляды на расизм, отличаются. Некоторые группы являются сторонниками идей о превосходстве белых или имеют неонацистскую идеологию и верят в неизбежность расовой войны. Отдельные группы осуждают расизм.
«Бугалу Бойз» организуются преимущественно онлайн, но в 2020 году участники появлялись на протестах: например, на протестах против карантина и, в качестве противников, на протестах после гибели Джорджа Флойда. Они были тяжело вооружены и часто определялись в толпе по гавайским рубашкам и военным униформам.
По крайней мере 10 человек, связанных с «Бугалу Бойз», были обвинены в преступлениях, включая разрушения во время протестов после гибели Джорджа Флойда и убийство двух офицеров полиции. В 2020 году Facebook и некоторые другие компании приняли меры по ограничению активности групп «Бугалу Бойз» и их видимости в социальных медиа.

## Комментарии
1. ↑  Некоторые группы «Бугалу Бойз» являются:
  - сторонниками идей о превосходстве белых[4][17][18][19]
  - неонацистами[19]
  - сторонниками идеи о том, что грядёт расовая война[4][18][19]